# Куцыгин, Даниил Максимович
Дании́л Макси́мович Куцы́гин (1895—1942) — комиссар батальона народного ополчения, старший политрук, активный участник и герой обороны Воронежа во время Великой Отечественной войны.

## Биография
Родился в 1895 году в деревне Стародубцево (ныне Орловский район, Орловская область). Работал на шахте в Горловке, столяром в Москве.
Участник Гражданской войны.
В 1923—1925 годах — столяр, сотрудник отдела благоустройства коммунального хозяйства в Орле.
В 1928—1929 годах — секретарь областного отдела Союза коммунальщиков ЦЧО.
В 1932—1934 годах — начальник Воронежской городской электростанции.
С 1939 года — секретарь Ворошиловского районного комитета ВКП(б) (ныне Ленинского района города) Воронежа.
Во время войны — секретарь Ворошиловского РК ВКП(б) Воронежа, комиссар батальона народного ополчения, старший политрук.
Один из организаторов обороны железнодорожных мостов у Отрожки 8—12 июля 1942 года.

### Бой на Чижовском плацдарме
Осенью 1942 года на Чижовке (Чижовском плацдарме) шли бои за освобождение города Воронежа.
В составе сводного отряда ополченцев Д. М. Куцыгин участвовал в третьем штурме Чижовки 17 сентября 1942 года.
Около 2 часов ночи 17 сентября отряд под командованием капитана Ф. П. Грачева, его заместителя А. И. Башты и комиссара Д. М. Куцыгина, в который вошли 92 бойца и командира Воронежского истребительного батальона и 20 человек из разведывательно-диверсионной группы «Граница», без потерь переправился через реку Воронеж и приготовился к выполнению боевой задачи.
Командир 6-й стрелковой дивизии генерал майор М. Д. Гришин отдал отряду приказ об участии в наступлении в авангарде 84-го стрелкового полка.
За два дня особый истребительный отряд, преодолевая упорное сопротивление, продвинулся вперед на 800—1000 м, занял ряд выгодных рубежей, закрепился на них и тем самым оказал серьёзную помощь командованию 84-го стрелкового полка.
Потери отряда составили 43 человека: 16 истребителей погибли, 4 — пропали без вести, 23 были ранены. В этом бою комиссар отряда Д. М. Куцыгин был убит пулей снайпера.
Похоронен в Чижовке во дворе жилого дома. После окончания войны, в 1946—1947 годах, перезахоронен в братской могиле № 1 (Чижовский плацдарм).

## Награды
- орден Красного Знамени (посмертно)

## Память

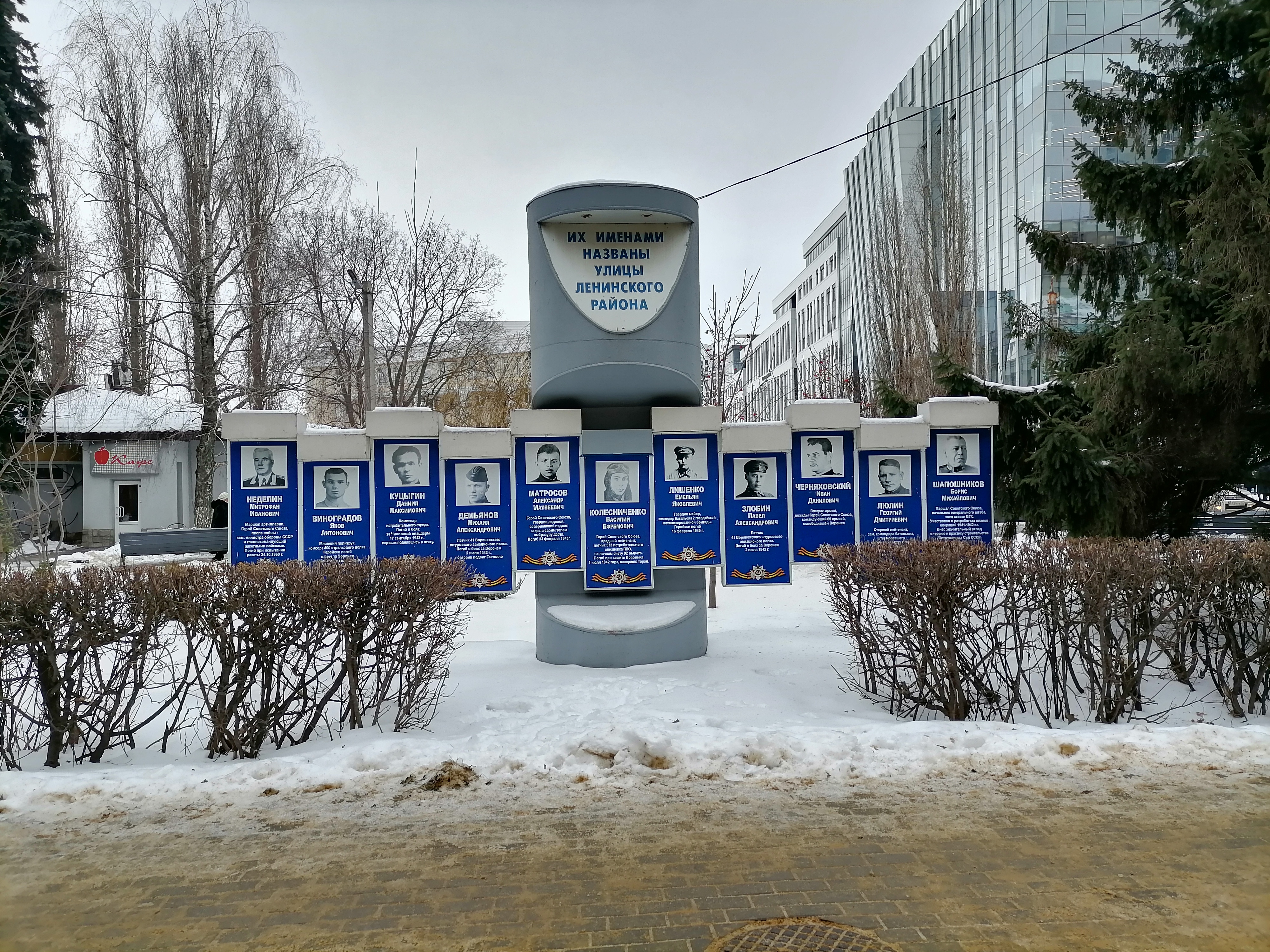
Стенд с именами героев, в чью честь названы улицы Ленинского района Воронежа

В 1940-х годах улица Верхнестрелецкая города Воронежа переименована в честь Куцыгина.
Мемориальные доски установлены на доме № 35 по улице Куцыгина и доме № 3 по улице Кирова (на фасаде дома со стороны улицы Куцыгина) города Воронежа.
Имя его увековечено на стенде с именами героев, в чью честь названы улицы Ленинского района Воронежа.